# Kysta
Kysta és un poble i municipi d'Eslovàquia. Es troba a la regió de Košice, al sud-est del país.
La primera referència escrita de la vila data del 1272.

## Demografia
| Godina             | 1994 | 2004   | 2014   | 2024   |
| ------------------ | ---- | ------ | ------ | ------ |
| Nombre de persones | 412  | 406    | 374    | 402    |
| Diferència         |      | −1,45% | −7,88% | +7,48% |

| Godina             | 2023 | 2024   |
| ------------------ | ---- | ------ |
| Nombre de persones | 395  | 402    |
| Diferència         |      | +1,77% |